# Repoblación de peces

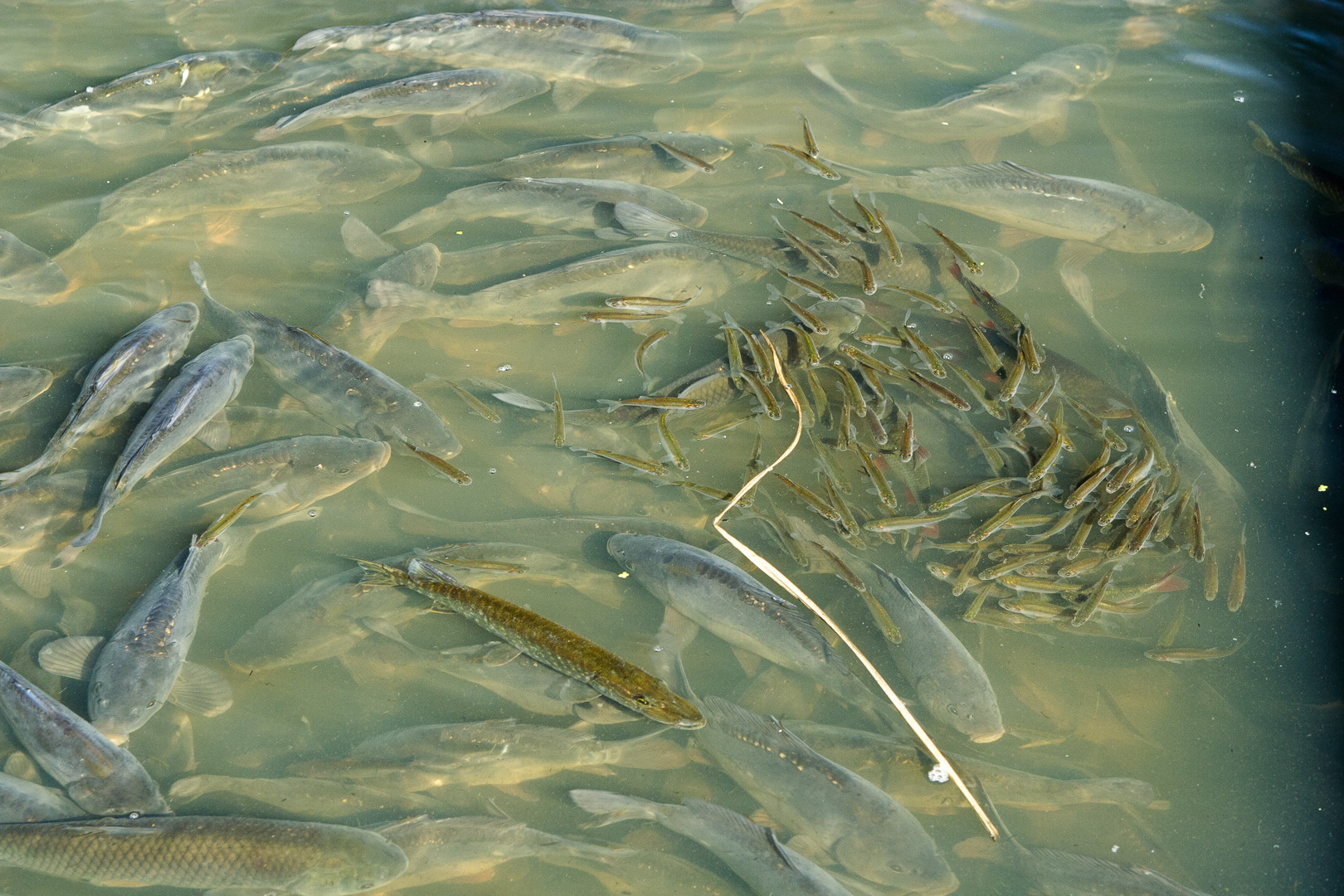
Introducción de poblaciones nuevas de peces en la reserva natural de Stawinoga (Polonia).

La repoblación de peces es la práctica de liberar peces criados artificialmente en viveros dentro de cuerpos de agua natural (ríos, lagos u océanos), para complementar a las poblaciones silvestres existentes o bien para introducir un nuevo conjunto. La repoblación se puede realizar en beneficio de la pesca comercial, recreativa o la pesca tribal de subsistencia, pero a menudo también se emplea para la conservación ecológica: para restaurar o aumentar la población de especies de peces amenazadas o en peligro de extinción que se ven presionadas por la sobrepesca, la destrucción del hábitat, el cambio climático o la competencia de especies invasoras.
La reploblación puede ser fuente de contaminación genética, propagación de parásitos y enfermedades, además de mermar la integridad genómica de las subpoblaciones locales. Especialmente en países en vías de desarrollo, esta práctica busca mejorar la alimentación de sus habitantes mediante el aumento de la producción de especies adecuadas para su consumo. En este sentido, en lugares donde la ictiofauna no cumple este requisito, la introducción de nuevas poblaciones permite su explotación por diferentes medios de acuicultura.

## Historia
Se tiene constancia del cultivo de peces para su consumo desde la Edad Antigua, como atestigua un bajorrelieve egipcio de c. 2500 a. C. que muestra una técnica primitiva de cría en un estanque artificial. También existía la piscicultura en la región del Indo-Pacífico hacia el 1400 a. C.. De forma similar, en China se cultivaban ostras y carpas, y tanto griegos como romanos empleaban viveros para peces. El escritor hispano Columela afirmó en su tratado De re rustica que patricios y grandes fortunas repoblaban lagos y estanques artificiales con alevines de especies marinas, como doradas y lubinas.

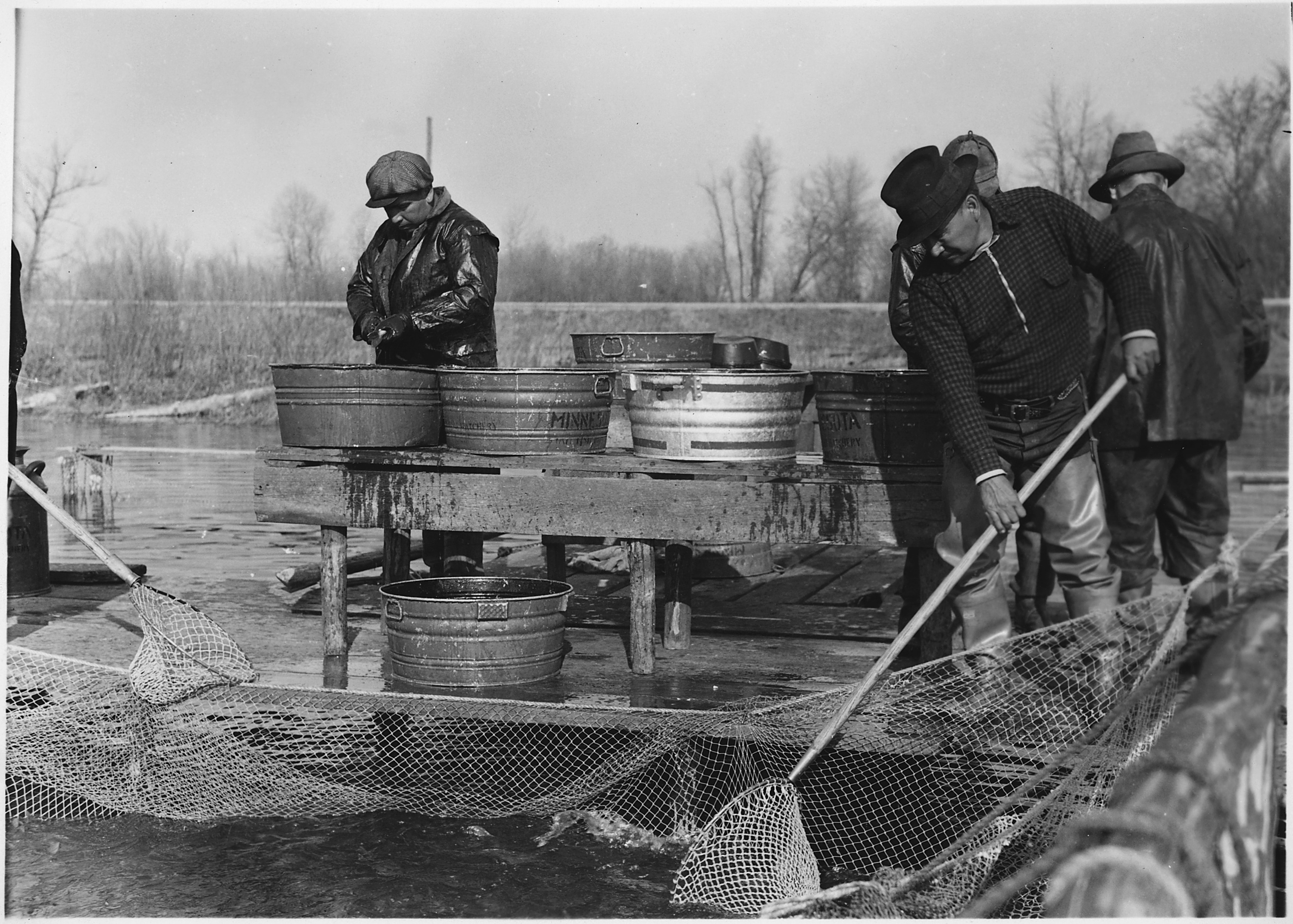
Operaciones de desove de Sander vitreus en 1939.

La piscicultura se desarrolló en gran medida durante la Edad Media, especialmente el cultivo de carpas y truchas. La cría en agua salada se expandió durante el siglo XV en el Mediterráneo, el Atlántico sur y el sureste asiático, desde Indonesia hasta Taiwán. En la Edad Moderna se encuentran ejemplos de establecimientos dedicados a la repoblación de peces, como la piscifactoría Heninque en Francia, que se enfocaba en especies fluviales, y el criadero en La Granja en España, financiado por la monarca Isabel II. En 1881 y también en España se repobló el lago Enol con ejemplares de Salmo trutta lacustris.
Según el biólogo Edwin Pister, la repoblación generalizada de truchas en Estados Unidos se remonta al siglo XIX. Durante los primeros cien años del proceso no se registró bien la ubicación y el número de peces introducidos; el único objetivo era mejorar la pesca deportiva, independientemente de las ramificaciones ecológicas, como la erosión de la biodiversidad. Durante el siglo XX Servicio de Pesca y Vida Silvestre catalogó de forma rigurosa las especies de peces destinadas a un lugar determinado. Esto comenzó en la década de 1960, cuando la investigación sugirió el impacto negativo de la población de peces con respecto a la complejidad ecológica de otras formas de vida. La Ley de Áreas Salvajes de 1964 también concienció al público acerca de los efectos que tiene la repoblación en otros organismos.

## Especies repobladoras

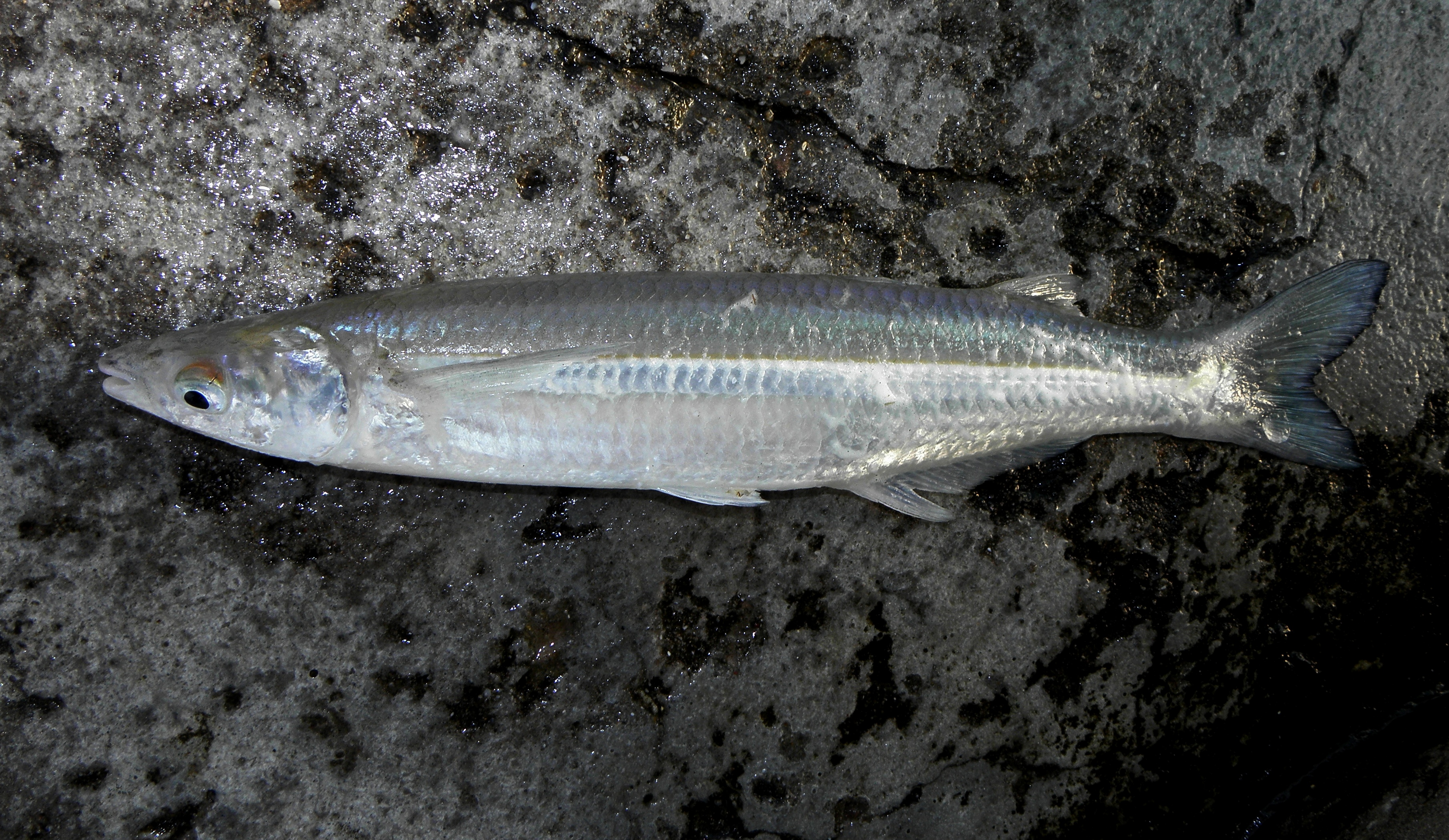
Un ejemplar de pejerrey en Mar de Plata. Su cultivo se destina principalmente a la pesca deportiva en países como Brasil, Uruguay, Argentina o Bolivia.

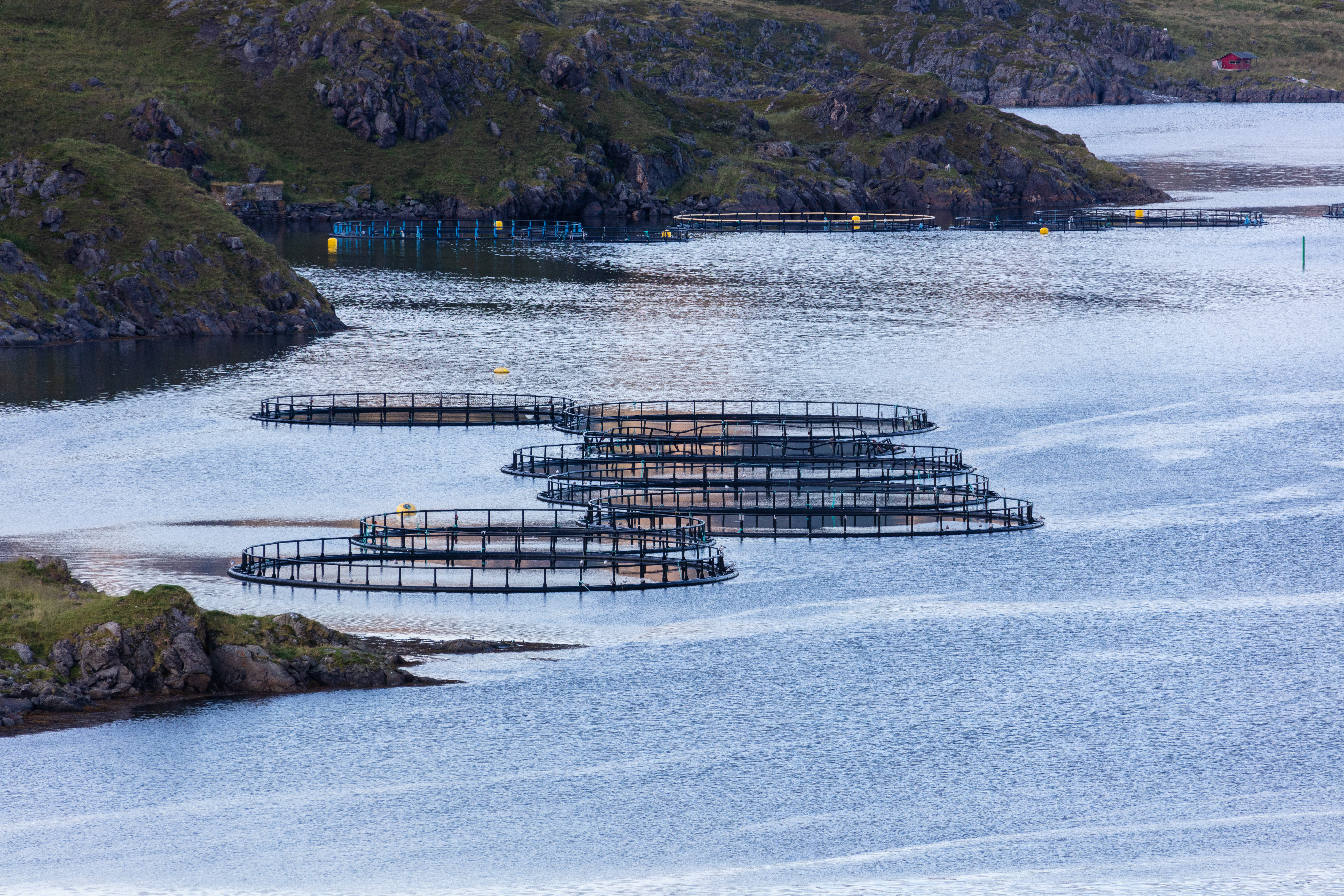
Jaulas flotantes para la cría de salmones en Noruega.

En China, las especies repobladoras consisten principalmente en carpas omnívoras, como la carpa plateada (Hypophthalmichthys molitrix) y la carpa cabezona (Hypophthalmichthys nobilis). Estas poblaciones de carpas puede disminuir la claridad del agua en las cuencas subtropicales del país, ya que alteran la estructura de la red alimentaria. En la India también es común la cría de las principales carpas de la región, como Gibelion catla, Labeo rohita y Cirrhinus mrigala.
En Latinoamérica desde las últimas décadas del siglo XX la acuicultura se orienta a la piscicultura de repoblación. En sus inicios, esta se enfocó en especies exóticas, pero a finales de siglo comenzó la introducción de peces nativos. De esta manera, los salmónidos —provenientes de Europa y Norteamérica— se crían principalmente para este fin. En ciertas regiones, como Ecuador, los huevos de este género se importan de forma ininterrumpida, aunque esta práctica no es la habitual: tras las primeras importaciones, en los demás países se obtienen de reproductores en aguas repobladas. Otra especie común es el pejerrey (Odontesthes bonariensis), que se destina a lagos y embalses, tanto naturales como artificiales, en climas subtropicales y templados. También se usan para repoblación el género Percichthys (para piscicultura extensiva) y la familia Centrarchidae (repoblación y pesca deportiva).
Respecto a las especies marinas, su cría presentaba más problemas en comparación con los peces de agua dulce, ya que se tiene que tomar en cuenta la salinidad, la temperatura y la turbidez. Por ello, las piscifactorías en estos casos consisten principalmente en jaulas que cierran el mar. En Japón, entre otras especies, se introducen a las costas pargo (Pagrus major) y platija japonesa (Paralichthys olivaceus) para complementar las poblaciones silvestres. Alrededor del mundo —y particularmente en el mar Báltico— es común la repoblación de trucha marina (Salmo trutta L.) debido a que están amenazadas por la actividad humana en las desembocaduras de los ríos, que dificulta el desove y la cría.

## Contextos para la repoblación
Si bien implementada, la repoblación puede ser una técnica rentable y que puede transformar la pesca y la alimentación local. Por ejemplo, en África tuvo éxito la introducción de Limnothrissa miodon en los lagos Kivu y Kariba, lo que aumentó diez veces su productividad pesquera. Por otra parte, la repoblación de peces también pueden tener efectos ambientales perjudiciales, como en el caso de Lates niloticus en el lago Victoria. Por tanto, las propuestas para introducir especies deben considerar el posible impacto ambiental.
La mayoría de las introducciones tienen una o varias iteraciones, hasta que la nueva especie esté establecida y pueda mantener un censo constante mediante reproducción natural. La siembra periódica de peces es más común, especialmente como medio para administrar cuerpos de agua pequeños o estacionales, o bien para complementar poblaciones naturales. Este procedimiento no es económico en flujos de agua más grandes o cuando  hay una gran diversidad de organismos que la habitan. De esta forma, la repoblación de grandes lagos o ríos involucra especies de mayor valor o alevines, que no requieren de alimentos con alto contenido proteico. Las circunstancias en las que se repueblan peces incluyen:
- Cuando hay un nicho ecológico sin explotar, como fue el lago Kariba antes de la introducción de Limnothrissa miodon. Otros ejemplos incluyen la población de Mormyrus longirostris en el lago Mutirikwe (sureste de Zimbabue), que aumentó considerablemente la producción de peces sin ningún efecto sobre otras especies.[19]

- Para restaurar la biodiversidad, en especial en lagos artificiales donde las especies del sistema fluvial que deberían habitarlos estaban ausentes cuando se cerró la represa. Esta situación ocurre porque estas tienden a cerrarse en la estación seca, cuando muchas especies migratorias están ausentes en ese momento. Un ejemplo de tal situación es la represa Chimutsi (Zimbabue): aunque carece del bagre Clarias gariepinus estos se encuentran río abajo.[19]

- Cuando las poblaciones se han agotado debido a la sobrepesca, la contaminación o la sequía. En estos casos es habitual la cría de alevines en ambientes externos y controlados para mejorar o restaurar los rendimientos de las pesquerías.[19]

- En respuesta a problemas específicos, como el uso de Ctenopharyngodon idella para reducir la cantidad de malezas. Otros causas que justifican la repoblación de una especie de pez es el posible control de enfermedades transmitidas por vectores como la esquistosomiasis, la malaria o la filariasis.[19]

## Beneficios

### Conservación de las especies
Ante casos de merma de la población local de peces, por motivos como la polución o una causa de mortalidad repentina, se puede accionar con una nueva introducción de las mismas especies. La repoblación se utiliza a nivel mundial para la conservación y la gestión de la vida silvestre, pero no se conocen del todo sus efectos sobre la red alimentaria y la estabilidad del ecosistema. Esto proceso tiene típicamente dos objetivos: la conservación y la mejora. La conservación tiene la finalidad de aumentar la población —que pudo haber sido reducida por la pesca—, a través de un flujo directo de alevines de criadero introducidos en el medio natural, de manera que su abundancia se mantenga de forma autosostenible. El principal objetivo de la repoblación, no obstante, suele ser la mejora: es decir, maximizar las capturas para la pesca comercial y recreativa. Pese a los beneficios potenciales de la repoblación para la conservación de especies, muchos programas de introducción fracasan o dañan la biodiversidad local.
La repoblación de peces también se puede llevar a cabo bajo un contexto de presión en las especies por el cambio climático. El aumento de la temperatura también repercute en las aguas, así como el incremento de las precipitaciones en ciertas zonas puede derivar en mayor escorrentía y eutrofización. Dichos cambios pueden afectar al crecimiento de los peces, de forma que se desarrollen más rápido en aguas más cálidas, puesto que aceleran el metabolismo. Esto puede derivar en una peor nutrición, ya que sus presas habitualmente no sufren el mismo proceso. Del mismo modo, el calentamiento global tiene consecuencias en el desove y afecta especialmente a salmónidos, pues si los inviernos son más leves su ciclo biológico se vería alterado y se retrasaría. De acuerdo a Amy Teffer, investigadora de la Universidad de Massachusetts, la repoblación con grupos de las mismas especies que toleren temperaturas más elevadas podría beneficiar a los peces «a ser más resistentes al cambio climático». De este modo, se seleccionarían los rasgos hereditarios que favorezcan una mayor tolerancia térmica y a distintas cantidades de oxígeno.

### Mejora de la alimentación local

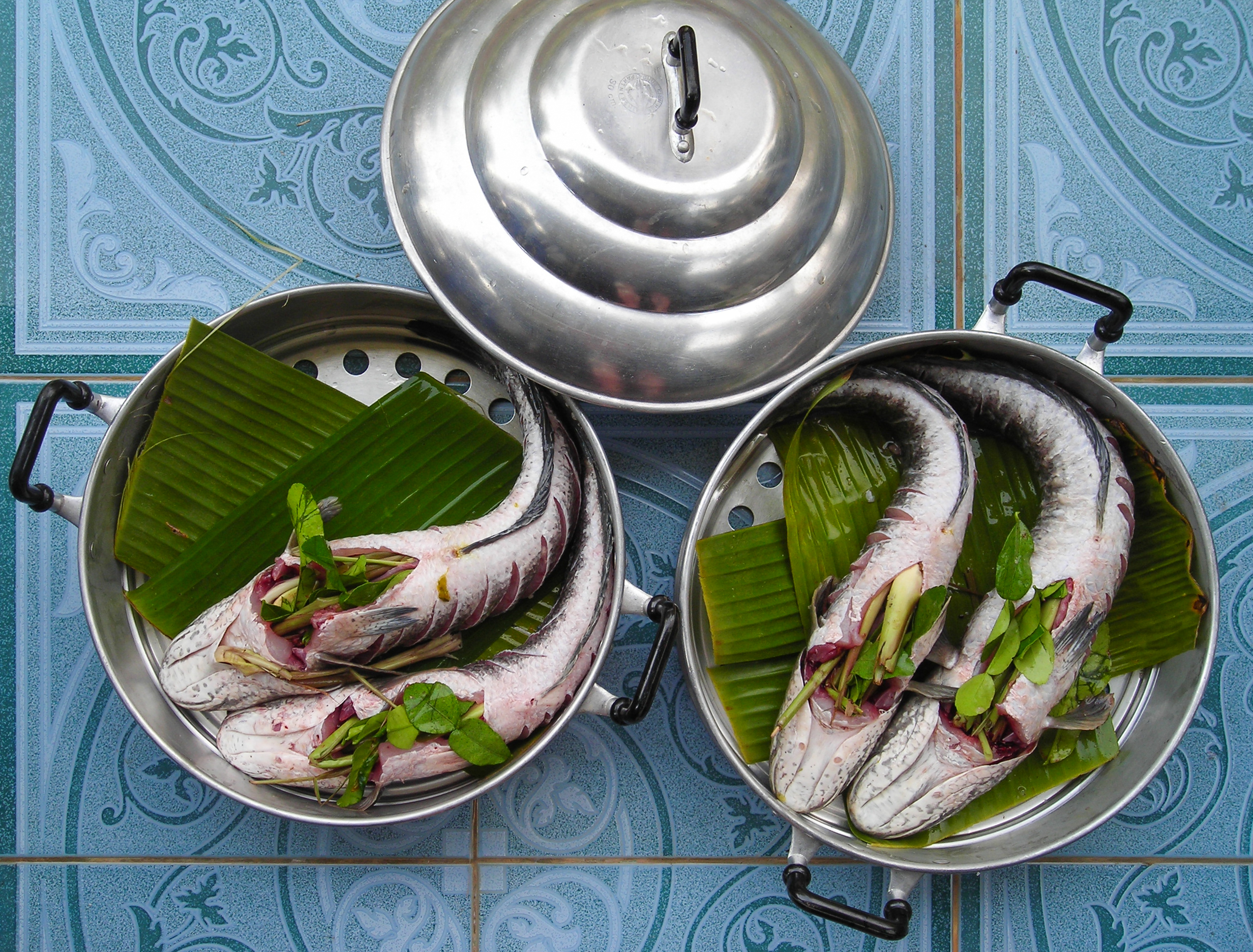
Pez cabeza de serpiente (Channa striata), relleno de hierbas de limón y hojas de lima. El pescado constituye el 17 % de las proteínas animales que se consumen a nivel global y su uso en alimentación per cápita ha aumentado desde finales del siglo —se situó en 20.5 kg en 2018—. En 2019, de las 158 millones de toneladas de alimentos acuáticos que se produjeron, el 72 % se destinó al mercado asiático.

La repoblación de peces puede contribuir a la alimentación de los habitantes cercanos. De este modo, en zonas como el sur de África es común que los pequeños cuerpos de agua sean públicos, de tal forma que las personas con menos recursos tienen la oportunidad de completar su dieta. Por ejemplo, en el distrito de Thiruvananthapuram al sur de la India comenzó en 2022 un proceso de liberación de alevines en aguas públicas, con los objetivos de aumentar la población de peces y garantizar una dieta equilibrada. Este proyecto también incluye especies autóctonas, como el pez cabeza de serpiente (Channa striata).
En las áreas del mundo susceptibles a la sequía la pesca continental se puede llegar a ver limitada. Esto ocurrió durante los años 1991-92 en el África meridional, lo que provocó que la mayoría de las presas más pequeñas se secaran, y, por tanto, se agotaran los recursos pesqueros. Ante la falta de peces en ríos, se optó por repoblar las represas en la próxima temporada de lluvias. Así, se introdujeron nuevos individuos en unos seiscientos o setecientos embalses. Sin embargo, no se restauró la población natural de peces, ya que la mayoría de especies introducidas fueron tilapias. Oreochromis mossambicus llegó al 94 % de las represas, O. macrochir al 17 % de ellas, Tilapia rendalli en el 50 % y T. sparrmanii en el 3 %. Esto derivó en la captura de unos 4500 kg de pescado, con un peso promedio de 16 g. Pese a cierto grado de mortalidad y problemas en represas de menos de dos hectáreas, alrededor del 70 % de las introducciones se catalogaron como exitosas.

### Pesca tribal
Según datos de 2021 del Sistema Nacional de Criadero de Peces de Estados Unidos, 8.6 millones de peces fueron destinados a territorios indígenas o tuvieron un impacto directo en este (en contraste, 106 millones se introdujeron a la pesca deportiva). La misma fuente arroja que sesenta y tres poblaciones nativoamericanas fueron abastecidas para pesca recreativa y de subsistencia. La zona del noroeste del Pacífico y de los Grandes Lagos, habitada de pueblos nativos, se ve especialmente beneficiada de la repoblación. Las ganancias de la producción de criaderos tribales «son de gran alcance», y repercuten a nivel local y en mercados más grandes, lo que incluye la pesca comercial y recreativa, el turismo y la «conservación del ecosistema en general». La cría de millones de peces anualmente impulsa el empleo en las tribus, la pesca de subsistencia y la nutrición de las familias locales, a la vez que se preservan las tradiciones culturales y ceremoniales relacionadas con la captura de pescado. La repoblación de salmón y trucha arcoíris provenientes de criaderos tribales benefician a la actividad pesquera tanto nativa como no, a la par que atraen a pescadores deportivos, lo que contribuye a la economía de las reservas.

## Riesgos y consecuencias

### Daños a la ecología y las poblaciones preexistentes

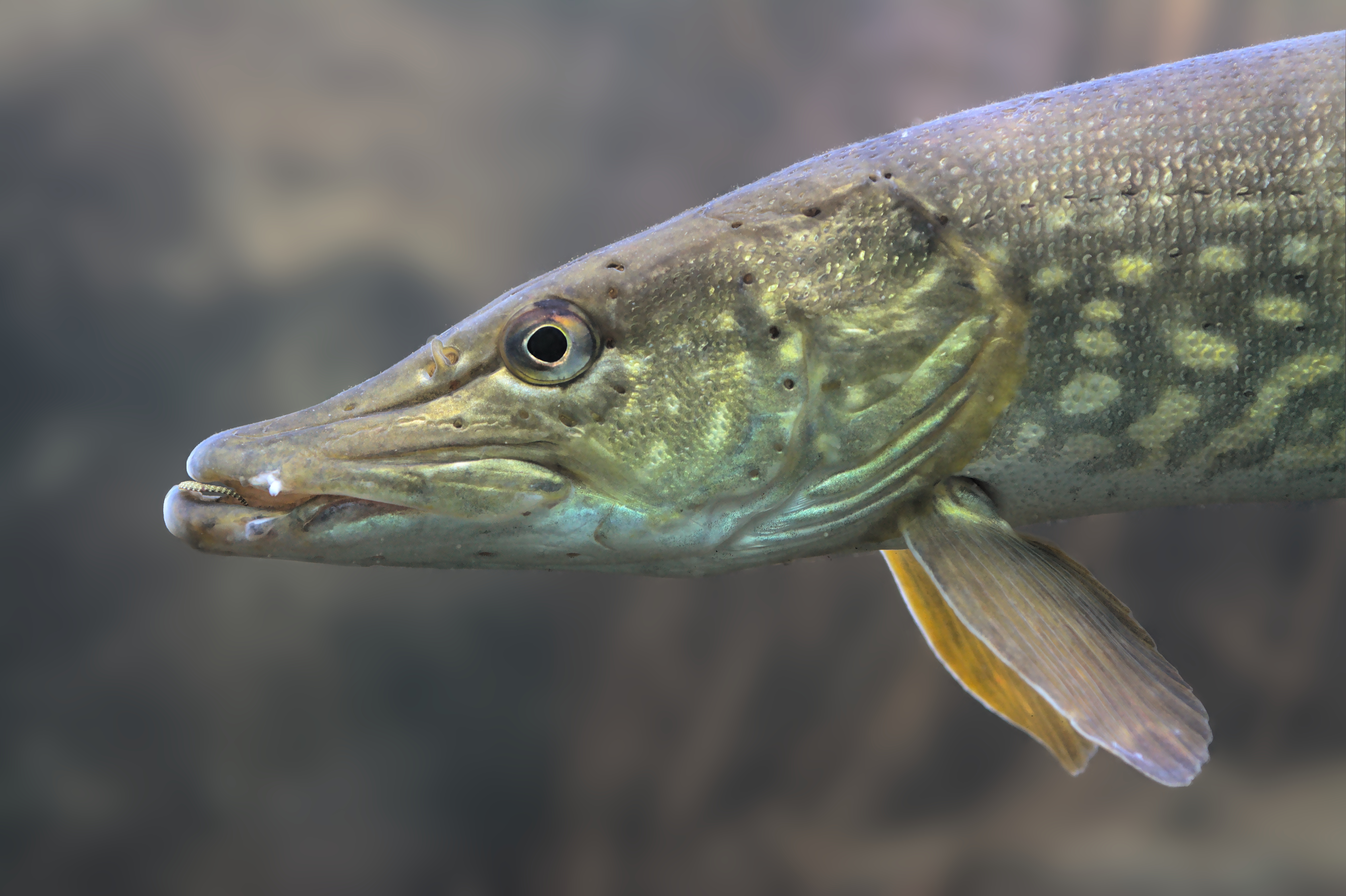
Un ejemplar de lucio del norte (Esox lucius), una especie depredadora que se introduce en ríos debido a la pesca recreativa.

La introducción en aguas naturales de una gran cantidad de peces o de una especie determinada puede tener un efecto perjudicial en las poblaciones que residen en estos espacios. Las especies más comunes que se utilizan suelen ser depredadores agresivos que pueden reemplazar a las poblaciones nativas, como la trucha de arroyo (Salvelinus fontinalis), la trucha de lago (Salvelinus namaycush) o el lucio del norte (Esox lucius). Al repoblar con un gran volumen de especímenes, la demanda de alimentos y otros recursos aumenta súbitamente. Aunque a corto plazo esto puede representar un aumento en las capturas, en un término largo el ratio de crecimiento y el tamaño potencial de los peces se reduce. En casos más extremos, la falta de comida y su consumo conlleva la reducción de la población, deficiencias nutricionales e incluso desarrollo de enfermedades. Otro posible problema es la hibridación, como en el caso del carpín (Carassius carassius). Esta especie se cruza fácilmente con la carpa común (Cyprinus carpio) y el pez dorado (Carassius auratus); en ocasiones sus variedades salvajes se pueden identificar de forma incorrecta como carpines, lo que da como resultado su introducción al medio natural junto a Carassius carassius silvestres y su consecuente merma de la población.
La introducción de peces también puede implicar un desequilibrio y daños irreversibles en la ecología del agua natural. Este equilibro toma en cuenta muchos factores, como la química del agua, la presencia de plantas acuáticas, algas, organismos microscópicos, invertebrados, peces y otros animales. Un ejemplo documentado de este desequilibro se puede observar con la repoblación con carpa común. Por su dieta, un gran volumen de carpas puede reducir rápidamente la cantidad de vegetación en el agua, y por tanto aumenta su turbidez. Menos número de plantas se traduce en una menor penetración de la luz y un
aumento de nutrientes disponibles, por lo que pueden crecer variedades «más problemáticas» como la maleza u otros tipos de algas. Las floraciones de algas, a su vez, provocan que la cantidad de oxígeno disuelto en el agua fluctúe más ampliamente entre noche y día. Estos conjuntos de algas, por su carácter estacional conducen hasta su eventual muerte y proceso de descomposición, que reduce aún más el oxígeno en el agua.

### Deterioro del genotipo

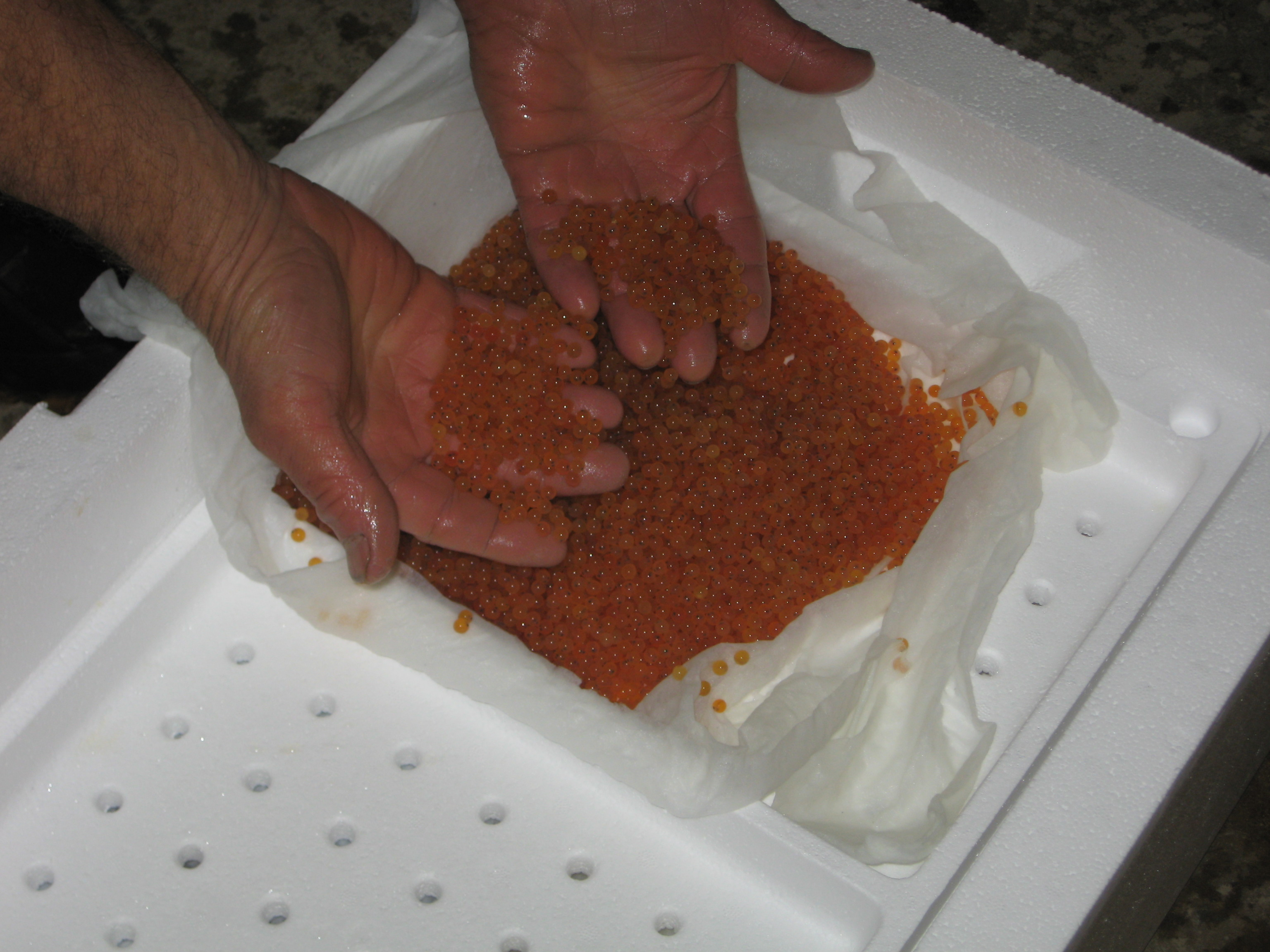
Un criadero con huevas de trucha de lago (Salvelinus namaycush).

La diversidad genética es necesaria para la adaptabilidad de las especies al cambio ambiental, la contaminación, enfermedades, parásitos y plagas. El impacto genético de la introducción de ejemplares ajenos al medio natural se ha investigado en diferentes estudios, que se centran en la mezcla de poblaciones e individuos. En Quebec (Canadá) se investigó el genotipo de 3341 truchas de lago adultas (Salvelinus namaycush) de setenta y dos lagos —tanto abastecidos como no—. Los resultados reflejaron un aumento en la diversidad genética y una disminución del doble entre las aguas repobladas en comparación con las que no pasaron por esta práctica. Las poblaciones introducidas se caracterizaron por una mezcla significativa, tanto a nivel colectivo como individual. Del mismo modo, los lagos con peces de criaderos presentaban una genética correlacionadas con la densidad de la población, y se identificó «un valor umbral de homogeneización total entre la fuente [los criaderos] y las poblaciones introducidas». De acuerdo al mismo estudio, bajo ciertos escenarios el impacto genético de la podrían ser de corta duración.
Estos problemas se pueden manejar con una gestión adecuada de los peces en cautiverio. De este modo, la efectividad de las poblaciones se puede mantener al garantizar un mismo número de reproductores de cada sexo, así como debe asegurarse de que cada pareja aporte aproximadamente la misma cantidad de crías al conjunto. La endogamia se puede evitar si se mantienen al menos cincuenta reproductores por generación. Las normas internacionales regulan el mantenimiento del 90 % de la variación genética durante doscientos años. También es importante que los criaderos sean similares al entorno natural, de tal forma que los peces sean capaces de adaptarse durante la repoblación, y que los reproductores provengan de aguas silvestres.

### Propagación de enfermedades

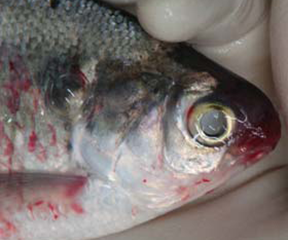
Septicemia hemorrágica viral en un ejemplar de Dorosoma cepedianum.

Además de representar una amenaza para la biodiversidad acuática, los riesgos para la salud son otra consecuencia menos considerada a la hora de la repoblación. En algunas regiones se regula este aspecto, por ejemplo, la legislación europea (Directiva 2006/88/CE) impone controles estrictos en los criaderos para enfermedades virales de declaración obligatoria (septicemia hemorrágica viral, necrosis hematopoyética infecciosa y herpesvirus koi), que incluye un proceso de certificación. Por otra parte, las patologías causas por bacterias o parásitos no se regulan de igual forma, puesto que la ley «solo especifica que los peces deben estar clínicamente sanos antes de la repoblación y deben provenir de un criadero donde no se produzcan tasas de mortalidad inexplicables». Por ello, el estado real de los lotes que se introducen no se comprueba ni certifica.
Es habitual que agentes etiológicos latentes no se detecten en individuos en apariencia saludables; en estas situaciones, los patógenos podrían terminar en el medio acuático de forma accidental. Por ejemplo, en Italia se produjo un caso mortalidad inusual después de que un ejemplar de Salmo trutta se alimentara en tres estanques del arroyo Carpasina; diecisiete individuos fueron encontrados muertos y muestreados para determinar la causa de la muerte. Aunque los peces no presentaron signos clínicos, tras distintas pruebas bioquímicas y serológicas se encontró la presencia de Aeromonas salmonicida en todas las muestra, el agente etiológico del ántrax (forunculosis). Estos eventos no ocurrieron en la población silvestre antes de la repoblación ni en el criadero de truchas de donde procedían: el escenario más probable es que A. salmonicida ya estuviera presente de forma latente en los peces introducidos, y que fuera causada por el estrés de la manipulación y el transporte de los ejemplares.